# Lagosuchus
Lagosuchus — рід динозавроподібних архозаврів, що існував приблизно в пізньому ладинію — ранньому карнію 236 млн років тому. Рештки знайдені у формації Чаньярес, Аргентина. Описано один вид, Lagosuchus talampayensis. Його відкриття було важливим для розуміння форми тіла предків динозаврів і філогенетичних зв'язків динозаврів.